# گوش دریایی رنگین‌کمانی
گوش دریایی رنگین‌کمانی (نام علمی: Haliotis iris) نام یک گونه از سرده گوش دریا است.